# الدن (آیووا)
الدن (به انگلیسی: Alden) شهری در ایالت آیووا کشور ایالات متحده آمریکا است که جمعیت آن در سرشماری سال ۲۰۱۰ میلادی، ۷۸۷ نفر بوده‌است.